# Willard Rice
Willard Wadsworth Rice (Newton, Massachusetts, 1895. április 21. –  Weston, Massachusetts, 1967. július 21.) olimpiai ezüstérmes amerikai        jégkorongozó.
Az 1924. évi téli olimpiai játékokon részt vett az amerikai férfi jégkorong-válogatottal a jégkorongtornán. A csoportkörből óriási fölénnyel, kapott gól nélkül jutottak tovább a négyes döntőbe, ahol csak a kanadai válogatott tudta őket legyőzni, így ezüstérmesek lettek. A Boston Athletic Associationból került a válogatottba. Mind az 5 mérkőzésen játszott és 12 gólt ütött. A belgáknak 5-öt, a svédeknek és a franciáknak pedig mesterhármast.
1918-ban a Harvard Egyetemen szerzett diplomát és a jégkorong pályafutása után egy szappangyárban dolgozott vezető beosztásban.